# Ileana Dávila
Ileana María Dávila Rodríguez (24 de enero de 1975, Córdoba) es una entrenadora de fútbol mexicana. Se desempeñó como estratega del equipo de Pumas Femenil desde el 5 de diciembre del 2016 hasta el 21 de mayo del 2021.
Dávila es la primera entrenadora que tuvo Pumas (UNAM) en cualquiera de sus categorías.

## Carrera
Se formó en la escuela para entrenadores de la Federación Mexicana de fútbol, inició su carrera en Pumas entrenando a la categoría 2006 del equipo varonil, tras la negativa de integrarse como utilera en el equipo varonil de primera división. Al momento de crearse la Liga MX Femenil, la directiva encabezada por Rodrigo Ares de Parga le dio la oportunidad de dirigir al recién formado equipo de la categoría de la Primera División Femenil de México.

## Trayectoria
- Categoría 2006 de la cantera de Pumas.
- Primer Equipo de Pumas Femenil.